# Paracaesio stonei
Paracaesio stonei és una espècie de peix de la família dels lutjànids i de l'ordre dels perciformes.

## Morfologia
- Els mascles poden assolir 50 cm de longitud total.[3][4]

## Hàbitat
És un peix marí d'aigües profundes que viu entre 200-320 m de fondària.

## Distribució geogràfica
Es troba des de les Illes Ryukyu fins a Samoa i el nord-est d'Austràlia.